# Rimella
Rimella est une commune de la province de Verceil dans le Piémont en Italie.

## Administration
| Période                                  | Période  | Identité      | Étiquette | Qualité |
| ---------------------------------------- | -------- | ------------- | --------- | ------- |
| 14 juin 2004                             | En cours | Riccardo Peco |           |         |
| Les données manquantes sont à compléter. |          |               |           |         |

### Hameaux
Entre parenthèses sont indiqués les toponymes en langue alémanique.
Chiesa (zar Chiljchu), Grondo (Grund), Pianello (en d'Aggu), Prati (en Matte), Riva (Rivu), Roncaccio Inferiore (en du Nidru), Roncaccio Superiore (en dun Obru), San Gottardo (Rund), Sant'Anna (Tossu), Sant'Antonio (zum Gràziànu), Sella (d Ŝchàttàl), Villa Inferiore (Nìder Dörf), Villa Superiore (Ober Dörf)

### Communes limitrophes
Bannio Anzino, Calasca-Castiglione, Cravagliana, Fobello, Valstrona